# Martin Spelmann
Martin Spelmann (* 21. März 1987 in Hvidovre) ist ein dänischer Fußballspieler.

## Karriere

### Verein
Spelmann begann mit dem Vereinsfußball 1992 in der Nachwuchsabteilung von Rosenhøj BK. Von hier aus wechselte er 199 in den Nachwuchs von Brøndby IF und wurde bei diesem Klub 205 Profifußballer. Nach drei Spielzeiten wechselte Spelmann zum AC Horsens und von hier aus 2013 zu Odense BK.
In der Sommertransferperiode 2015 heuerte Spelmann beim türkischen Erstligisten Gençlerbirliği Ankara. Nach einer Spielzeit kehrte er nach Dänemark zurück und heuerte beim Aarhus GF an. Im Februar 2019 wechselte er zum norwegischen Klub Strømsgodset IF. 2020 war er nach einem halben Jahr ohne Verein zurück in Schweden und für Mjällby AIF aktiv. 2021 erneut ein halbes Jahr ohne Engagement, unterschrieb er für den dänischen Zweitligisten Hvidovre.

### Nationalmannschaft
Spelmann durchlief ab der dänischen U-16-Nationalmannschaft bis zur dänischen U-21-Nationalmannschaft alle Nachwuchsnationalmannschaften seines Landes.

## Sonstiges
Spelmann ist mit der schwedischen Handballspielerin Jessica Helleberg liiert.